# MRNA

Procesy související s mRNA

mRNA je jednovláknová nukleová kyselina (RNA), která vzniká během transkripce DNA a slouží jako předpis pro výrobu bílkoviny na základě genetické informace přepsané podle genetického kódu. Zkratka „mRNA“ pochází z angličtiny, ve které se tato molekula označuje jako messenger RNA, což znamená „poslíček“. Také je známa pod názvy informační nebo mediátorová RNA.

## Vznik mRNA
mRNA vzniká v buněčném jádře při procesu zvaném transkripce. Tento proces je umožněn působením enzymu RNA polymerázy. Jedno z vláken DNA je použito jako templát pro syntézu vlákna RNA. Nukleotidy se přikládají podle párování s originálem. Transkripce se ovšem od replikace liší v několika ohledech.
- Bakteriální geny jsou tvořeny jediným nepřerušeným úsekem úseku DNA, který se beze změn zkopíruje a vytvoří molekulu mRNA
- Eukaryotní geny obsahují i nekódující sekvence (introny), které se přepisují do primárního transkriptu, z něhož se musí před transportem z jádra vystřihnout (splicing).

## Struktura mRNA

Struktura mRNA s vyznačenými důležitými oblastmi. Poměr velikostí jednotlivých oblastí zhruba odpovídá průměrné zralé eukaryotní mRNA.

Kromě otevřeného čtecího rámce, který kóduje protein, obsahuje typická mRNA oblasti chránící 5' a 3' konec (většinou 5' čepičku a 3' poly(A) konec)
Poměrně velká část mRNA je ovšem tvořena 5' a 3' nepřekládanými oblastmi (UTR), které mají řadu regulačních funkcí.

## Úprava pre-mRNA
Po transkripci genů eukaryotních organismů vzniká tzv. primární transkript, který musí být dále upraven. Veškeré úpravy mRNA probíhají v jádře.

### Splicing
Úseky kódované introny musí být vystřiženy, aby mohl vzniknout správný protein. Sestřihu se účastní jaderné enzymové komplexy zvané spliceozomy. Ty obsahují ve své molekule pět malých RNA (U1, U2, U4, U5, U6), které jsou asociovány s proteiny a tvoří snRNPs (small nuclear ribonucleoprotein particles).
snRNPs rozpoznávají sekvenci AGGU, která určuje hranici mezi exonem a intronem. Existence tohoto kroku má několik důsledků – možnost alternativního splicingu (možnost vytvořit různé mRNA z jednoho genu vedoucí k syntéze různých proteinů) a rekombinaci mezi exony (viz evoluce genů).

### Editace
V některých tkáních může docházet k editaci mRNA, při které se mění délka vznikajícího proteinu.

### Přidání poly-A konce
Na 3' konec mRNA je přidána sekvence asi 200 adenylových zbytků, tzv. poly(A) konec. Pravděpodobně chrání molekulu RNA před enzymatickým rozložením exonukleázami a řídí transport mRNA z jádra. K polyadenylaci dochází hned po dokončení transkripce. Po odpojení syntetizujících enzymů zůstává na konci mRNA 50-250 adenylových zbytků. Poly-A konec se používá v biotechnologii k separaci mRNA od ostatních molekul - mRNA se pak používá k vytváření knihoven cDNA.

### Přidání 5' konce
Na 5' konci se na trifosfát naváže zbytek 7-methylguanosinu, tzv. 5' čepička. Tato modifikace je důležitá pro rozpoznání mRNA ribozomem, jehož malá podjednotka rozpoznává právě tuto část. Po navázání prochází mRNA, dokud nenajde startovní AUG kodón, od kterého začne translaci. Další kodony AUG už nejsou považovány za počátek translace.
U bakterií na 5' konci není přidána žádná zvláštní struktura. Ribozom rozpoznává počátek translace podle speciální sekvence dlouhé kolem 6 nukleotidů, které se nalézají několik nukleotidů za AUG a vážou se na speciální místa ribozomu a zahajují tak translaci. Toto uspořádání umožňuje bakteriím vytvářet polycistronickou mRNA, která kóduje několik proteinů, na rozdíl od eukaryotní mRNA, která nese jediný protein a nazývá se monocystronická.

## Transport z jádra
U eukaryot mRNA prochází jadernými póry a dostává se do cytosolu, kde dochází k jejich překladu. Pro přenos mRNA skrz jaderné póry je nutné na řetězec navázat proteiny, které tento transport umožní. Proteiny jsou navazovány již při úpravě mRNA a vzniká tzv. komplex mRNP (messenger ribonukleoprotein), který je přenášen skrz jaderné póry díky interakci navázaných proteinů a proteinů tvořící jaderný pór. Proteiny jaderného póru také zajišťují odštěpení proteinů z mRNP po průchodu celého komplexu do cytoplasmy. Díky tomuto kroku je zajištěno, že se mRNA nenavrátí zpět do jádra. 
Bakterie postrádají jádro, proto se k vznikající mRNA mohou vázat ribozomy od samého počátku transkripce a vytvářet tak polyzomy. To urychluje syntézu bílkovin, ale znemožňuje složitější úpravu RNA.

## Translace

Schéma kruhového uspořádání aktivně překládaných mRNA. Dochází k propojení mezi eIF4E vázajícím 5' čepičku a poly(A) vázajícím proteinem přes faktor eIF4G. Toto fyzické přiblížení obou konců umožňuje ribozomu po ukončení translace znovu nasednout na mRNA a opakovat translaci.

Mimo jádro dochází k translaci z mRNA do bílkovin na ribozomu, které začínají na 5' konci a přikládají aminokyselinové zbytky ke kodónům podle genetického kódu. Protože syntéza bílkoviny trvá průměrně 20-60 sekund, při použití jediného ribozomu by byla translace zdržována. Proto na RNA dosedá více ribozomů najednou a vytváří se struktura zvaná polyribozom. K translaci dochází buď v cytoplazmě nebo na hrubém endoplasmatickém retikulu.

## Rozklad mRNA
Molekuly mRNA mají omezenou délku života, načež jsou rozloženy na jednotlivé nukleotidy, jež mohou být následně recyklovány. Doba setrvání dané mRNA je velice důležitá a celkové množství dané mRNA je jednou z možností, jak ovlivnit genovou expresi. Přežívání mRNA v buňkách může např. v lidských buňkách sahat od několika minut po několik dní. V lidských buňkách existují tři základní typy degradace mRNA: jednak běžný rozklad nepodléhající žádným stimulátorům či represorům, jednak regulovaná degradace, která reaguje např. na stimuly z okolního prostředí a nakonec různé degradační dráhy, které zodpovídají za odstranění vadných či poškozených mRNA. Důležitým rysem degradace eukaryotické mRNA je hlídání délky poly(A) ocásku na 3' konci mRNA, který je postupně zkracován deadenylázami. Důležitou roli mimo poly(A) konec hrají i A+U bohaté elementy (ARE), opět obvykle na 3' konci mRNA.

## Antisense mRNA
V buňce vznikají úseky RNA, které jsou komplementární k mRNA. Pokud se na sebe navzájem navážou, buňka je rozloží, a tím inaktivuje danou mRNA a zastaví se syntéza proteinu. Tento pochod se nazývá RNA interference. Rozkládání dvoušroubovicové RNA často funguje jako ochrana proti RNA virům, které mohou mít dvojitou šroubovici RNA.

## mRNA vakcína
RNA vakcíny (označované též mRNA) využívají uměle vytvořenou mRNA, kterou dopraví do cílové buňky, která pak vytvoří bílkovinu charakteristickou pro agens, na který se má vytvořit imunitní odpověď.